# Euphorbiales
Ordre
Classification APG II (2003)
Classification APG III (2009)
Les Euphorbiales sont un ordre de plantes à fleurs dicotylédones.
En classification classique de Cronquist (1981) il comprend quatre familles :
- Buxacées
- Euphorbiacées (famille des euphorbes et de l'hévéa)
- Pandacées
- Simmondsiacées (famille du jojoba)

Pour la classification phylogénétique cet ordre n'est pas pertinent et les familles qu'il contenait ont été dispersées dans d'autres groupes en fonction de leurs affinités.